# Damian Sickingen
Damián Jan Filip svobodný pán Sickingen (Damian Johann Philipp Freiherr von Sickingen) (1665 – července 1730) byl rakouský generál. Od mládí sloužil v císařské armádě a vynikl jako účastník dynastických válek přelomu 17. a 18. století. Závěr své kariéry strávil jako dlouholetý zemský velitel v Čechách (1716–1730). V roce 1723 byl povýšen na polního maršála.

## Životopis
Pocházel z německého šlechtického rodu, byl synem císařského rady barona Františka Sickingena (1629–1715), matka pocházela z rodu Metternichů. Původně studoval teologii a byl předurčen k církevní dráze, během devítileté války ale na duchovní stav rezignoval a vstoupil do císařské armády. Vyznamenal se za války o španělské dědictví, kdy byl povýšen na generálního polního vachtmistra (1705) a polního podmaršála (1708). Po válce dosáhl hodnosti polního zbrojmistra (1716) a až do smrti byl zemským velitelem v Čechách se sídlem v Praze (1716–1730). Jediným významnějším pozůstatkem z doby jeho dlouholetého působení na pozici velitele pražské posádky je Písecká brána postavená v roce 1721 (G. B. Alliprandi). Během korunovace Karla VI. českým králem byl v Praze jmenován polním maršálem (1723). Byl též c.k. tajným radou, komořím a členem dvorské válečné rady. V roce 1721 koupil od Putzů z Adlersthurnu statek Brnky se zámkem nedaleko od Prahy.